# Friedrich Buck
Friedrich Buck (30 de janeiro de 1922 - ) foi um oficial alemão que serviu durante a Segunda Guerra Mundial. Foi condecorado com a Cruz de Cavaleiro da Cruz de Ferro.

## Condecorações
- Cruz de Ferro (1939)
  - 2ª classe
  - 1ª classe (7 de outubro de 1944)
- Medalha Oriental
- Distintivo de Assalto Geral
- Insígnia de Combate Corpo a Corpo
  - em Bronze (1944)
  - em Prata (1944)
  - em Ouro (27 de janeiro de 1945)
- Cruz de Cavaleiro da Cruz de Ferro (27 de janeiro de 1944)